# Bouchon mécanique
Pour les articles homonymes, voir Bouchon.
 (mars 2021).
Si vous disposez d'ouvrages ou d'articles de référence ou si vous connaissez des sites web de qualité traitant du thème abordé ici, merci de compléter l'article en donnant les références utiles à sa vérifiabilité et en les liant à la section « Notes et références ».
Un bouchon mécanique, également appelé bouchon à étrier ou bouchon à bascule, ou encore bouchon à muselière, est un bouchon attaché mécaniquement au goulot des bouteilles et canettes en verre, ainsi que certaines gourdes. Les bouteilles qui en sont munies peuvent accomplir plusieurs cycles de commercialisation de leur contenu après remplissage et, au besoin, reétiquettage ; sa fermeture est seulement vérifiée, la solidité de l'ensemble étant ordinairement prévue pour un usage durable. Les bouchons mécaniques ont été longtemps utilisés pour des bouteilles consignées qui devaient être à la fois facilement et hermétiquement fermées et refermées alors que les bouchons en liège ou en plastique ne satisfaisaient pas simultanément ces conditions.

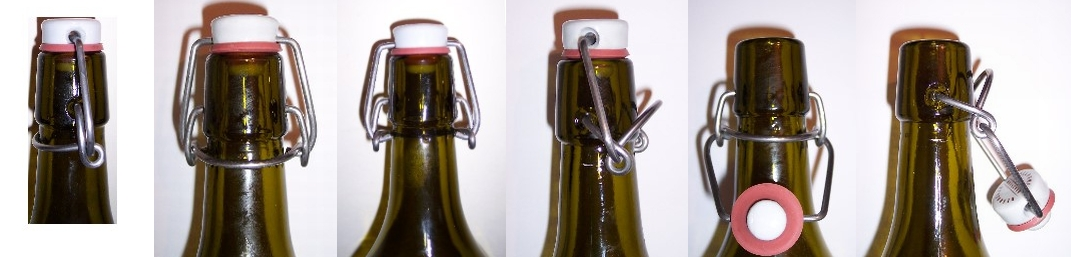
Bouchon mécanique vu sous plusieurs angles - fermé et ouvert

Ce système qui équipe habituellement les bouteilles contenant des boissons gazeuses (limonade, sodas, bières,) est de plus en plus remplacé par les bouchons à vis des bouteilles en verre perdu.
Des colliers à trous permettent de poser ce type de fermeture sur des bouteilles non prévues pour cela, par exemple lorsqu'on produit soi-même du cidre et qu'on le stocke dans des bouteilles champenoises.

## Principe

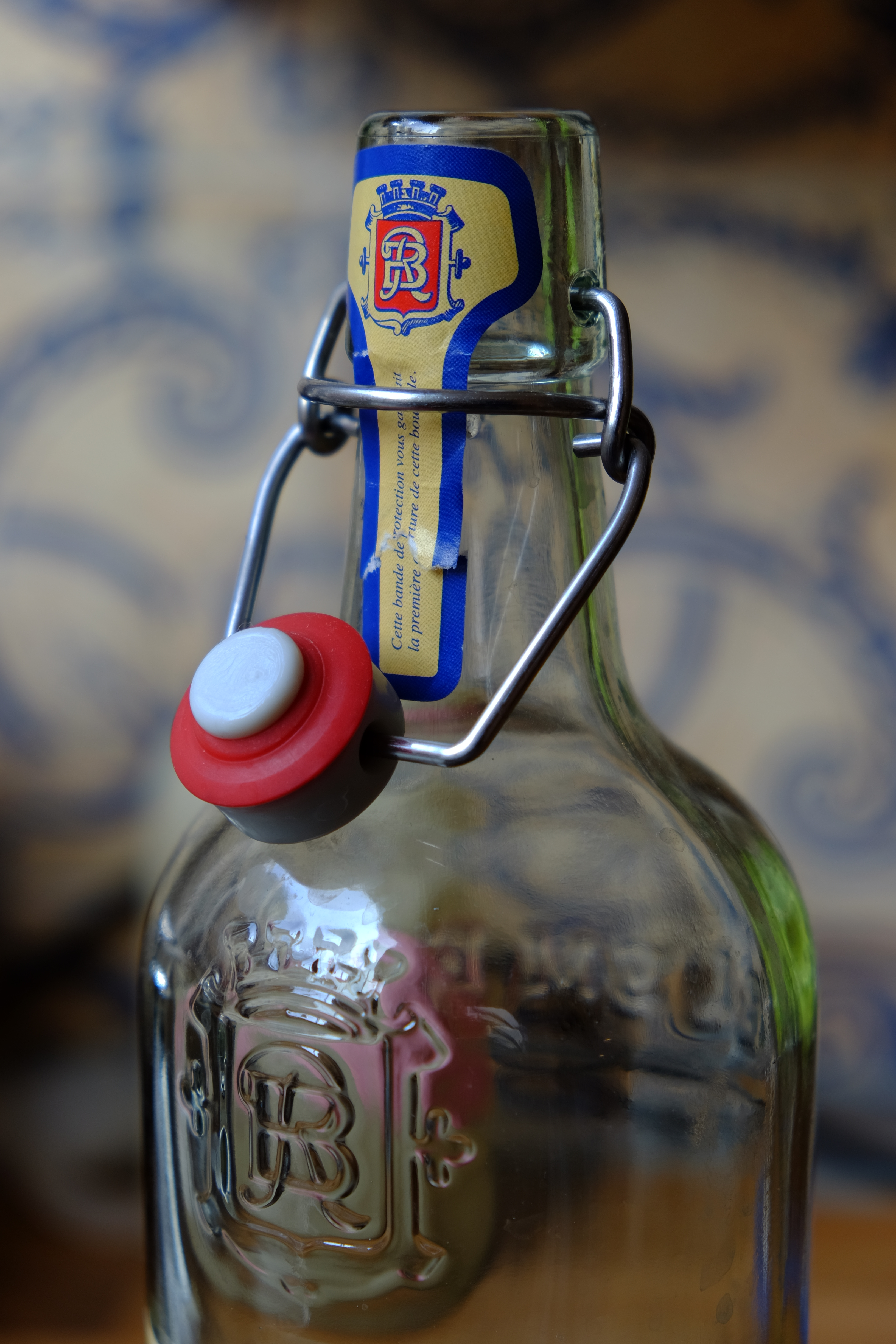
Une bouteille ouverte, qui contenait initialement de la limonade Mortuacienne.

Un bouchon mécanique est constitué de :
- deux parties en fil de fer, pliées et réunies en une pièce articulée : l'attache destinée au bouchon proprement dit et le levier pour l'ouverture-fermeture ;
- d'un bouchon en céramique, plus rarement en verre coloré et de plus en plus souvent en polypropylène injecté, moins cher, moins fragile, moins perturbant pour le recyclage dans le verre perdu et qui n'occasionne pas les problèmes de migration de plomb dans la boisson que peut provoquer la céramique.
- d'un joint circulaire autrefois en caoutchouc, de plus en plus en élastomère de synthèse ou en silicone.

La paroi du col de la bouteille comprend deux creux diamétralement opposés, destinés à recevoir chaque extrémité du fil de fer de la partie formée en levier.
Le bouchon troué, équipé de son joint, est traversé de part en part par l'attache.
Un abaissement ferme du levier tire l'attache et ramène le bouchon muni de son joint vers le goulot qu'il obstrue puissamment ; le mouvement inverse libère le bouchon que l'utilisateur glisse un peu vers le bas pour dégager l'écoulement du contenu.

## Historique
Le bouchon mécanique fait l’objet d’un brevet aux États-Unis le 5 janvier 1875.

## Dispositifs analogues

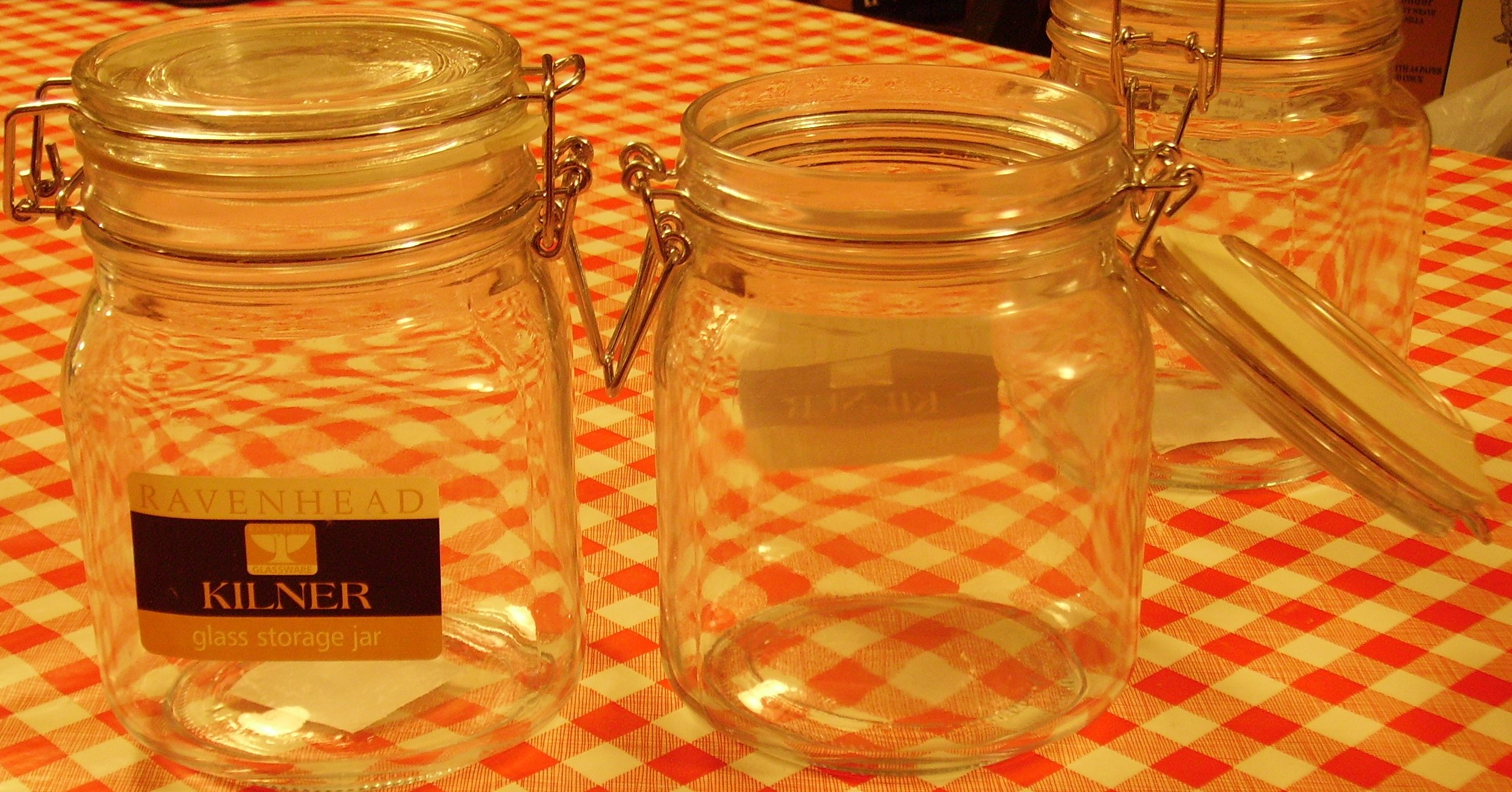
Bocal fermé et bocal ouvert.

Certains bocaux en verre sont également équipés d'un système d'attache par fil de fer en étrier, mais on parle plus communément de couvercle de bocal. Le couvercle en verre du bocal est pourvu d'une gorge recevant un fil de fer comportant une pliure, en bec d'un côté, en charnière de l'autre. La charnière est reliée à un autre fil qui enserre le col du bocal et comprend une attache à levier articulée. Cette attache est destinée à agripper le bec du couvercle et à le rabattre vers l'orifice.
C'est sur ce principe qu'ont été installés des bouchons à étrier de réservoirs de motocyclette.